# Higonokami

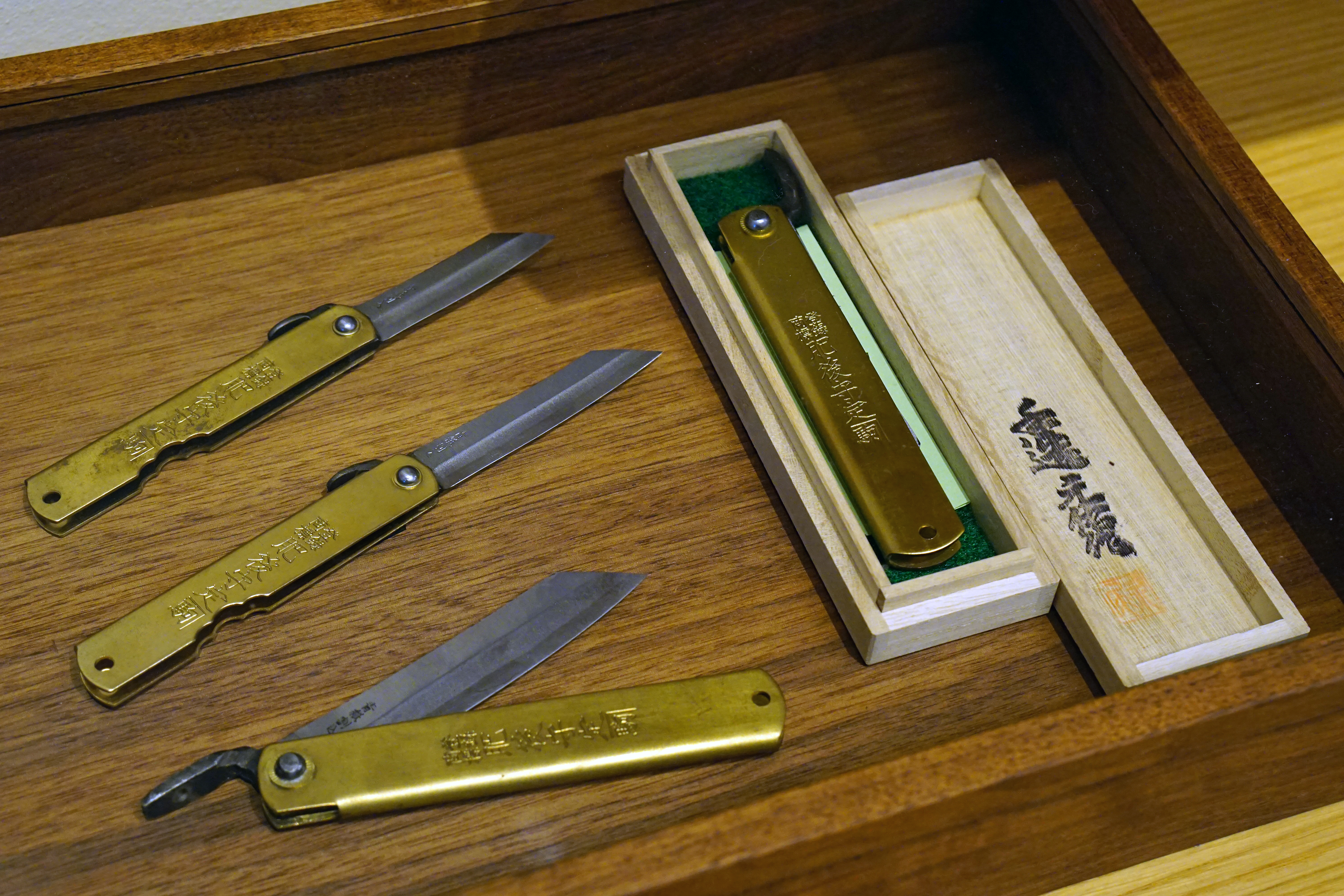
Higonokami (kolekcja Muzeum Narzędzi Stolarskich Takenaka)

Higonokami (jap. 肥後守) – typ składanego noża (scyzoryka), który powstał w 1896 roku w Miki w prefekturze Hyōgo w Japonii.
Nóż nie posiada mechanizmu blokującego, a jedynie składaną głownię, która wykorzystuje nacisk kciuka na dźwignię chikiri, aby zapobiec złożeniu się ostrza podczas użytkowania. Rękojeść Higonokami jest wykonana ze złożonego arkusza metalu połączonego nitem z ostrzem ze stali wysokowęglowej, która służy również jako osłona ostrza. Na rękojeści wygrawerowana jest również nazwa producenta noża.

## Historia
Mówi się, że nóż został wynaleziony w połowie okresu Meiji przez biznesmena z prefektury Hyōgo, Taisaburo Shigematsu (重松太三郎), na podstawie noża, który przywiózł z Kagoshimy, a nazwa „Higomori” została nadana, ponieważ wielu jego klientów znajdowało się w południowym Kiusiu (głównie w Kumamoto).
W XIX wieku Murakami i Komataro Nagao (pierwsze pokolenie) zaczęli produkować swoje pierwsze noże w Hirata w wiosce Kurumi w dystrykcie Mishukuro (obecnie Hirata w mieście Miki). W tamtym czasie wszystkie noże były wykonywane ręcznie, ostrza były całkowicie kute ze stali dzielonej na metal podstawowy, a rękojeści były wykonane z mosiądzu i żelaza barwionego na czarno. Rękojeści były zdobione różnymi grawerunkami (postacie, konie, kwiaty, ptaki, krajobrazy itp.). Mówi się, że jeden rzemieślnik mógł wytworzyć od pięciu do ośmiu ostrzy dziennie.